# More Wild Wild West
More Wild Wild West è un film per la televisione statunitense del 1980 diretto da Burt Kennedy.
È un film fantaspionistico ad ambientazione western basato sulla serie televisiva Selvaggio west (The Wild Wild West, 1965-1969) e segue ad un precedente film per la TV, The Wild Wild West Revisited, del 1979, entrambi con protagonisti Robert Conrad e Ross Martin nei ruoli degli investigatori Jim West e Artemus Gordon nel vecchio West. In questo ulteriore "revival" i due devono fermare Albert Paradine II, scienziato pazzo intenzionato a conquistare il mondo manipolando le menti dei principali leader.

## Produzione
Il film, diretto da Burt Kennedy su una sceneggiatura di William Bowers e Tony Kayden con il soggetto dello stesso Bowers, fu prodotto da Robert L. Jacks per la Columbia Broadcasting System.

## Distribuzione
Il film fu trasmesso negli Stati Uniti il 7 ottobre 1980 sulla rete televisiva CBS. È stata distribuita anche in Germania Ovest con il titolo Zwei Agenten kriegen Ärger.

## Critica
Secondo MyMovies (Fantafilm) il film è "meno convincente" rispetto al prequel, "sembra bizzarramente ricalcare il ritmo e le gag di una commedia a cartoni animati" e non è in grado di esaudire i desideri dei fans riguardo al reboot di una nuova serie televisiva con protagonisti i due agenti governativi (progetto ostacolato anche dalla morte di Ross Martin nel 1981).